# Xian de Jimsar
Cette page contient des caractères spéciaux ou non latins. S’ils s’affichent mal (▯, ?, etc.), consultez la page d’aide Unicode.
Le xian de Jimsar (吉木萨尔县 ; pinyin : Jímùsà'ěr Xiàn ; ouïghour : جىمىسار ناھىيىسى / Jimisar Nah̡iyisi) est un district administratif de la région autonome du Xinjiang en Chine. Il est placé sous la juridiction de la préfecture autonome hui de Changji.

## Démographie

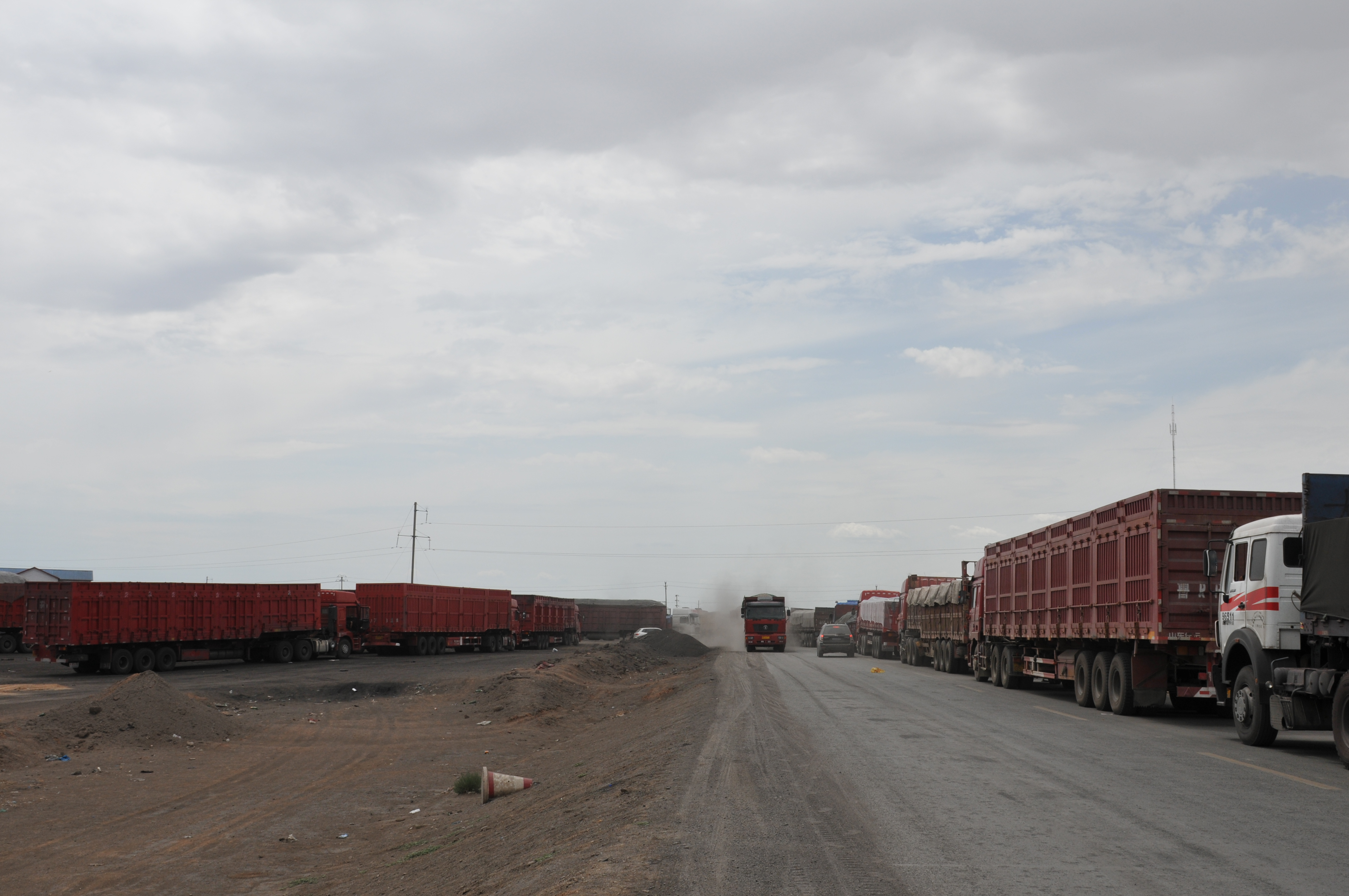

La population du district était de 131 795 habitants en 1999.